# Wladimir Nikolajewitsch Gussew
Wladimir Nikolajewitsch Gussew (russisch Владимир Николаевич Гусев; * 4. Juli 1982 in Gorki) ist ein russischer Radrennfahrer.

## Karriere
Als U23-Fahrer gewann Wladimir Gussew 2003 eine Etappe beim Giro delle Regioni, den GP Tell mit vier Etappen, sowie die russische Zeitfahrmeisterschaft der Elite-Klasse. 2004 wurde er Profi beim dänischen Team CSC. Seinen ersten Profierfolg feierte er 2005 bei der Mittelmeer-Rundfahrt mit einem Etappensieg. 2004 und 2005 wurde er beim Chrono des Herbiers Zweiter bzw. Dritter. Den russischen Meistertitel im Zeitfahren konnte er 2005 zum zweiten Mal gewinnen.
2006 und 2007 fuhr Gussew für das US-amerikanische Discovery Channel Pro Cycling Team. Bei Paris–Roubaix belegte er zunächst den vierten Platz, wurde jedoch disqualifiziert, weil er gemeinsam mit Peter Van Petegem und seinem Teamkollegen Leif Hoste eine geschlossene Bahnschranke überquerte.
2008 wechselte er zum Pro Team Astana, wo er im Juli 2008 entlassen wurde. Ihm konnte zwar kein Doping nachgewiesen werden, aber bei mannschaftsinternen Kontrollen habe er irreguläre Blutwerte aufgewiesen. Der russische Verband ließ ihn deswegen nicht bei den Olympischen Spielen starten.
Seit Mai 2010 bis zum Saisonende 2014 fuhr Gussew für das russische Team Katjuscha. Dort konnte er zum wiederholten Male russischer Zeitfahrmeister werden. Im September nahm er auch an der Vuelta teil. Dort belegte er den 17. Platz im Gesamtklassement.
Im Zuge der Dopingermittlungen der Staatsanwaltschaft von Padua geriet er Ende 2014 in den Verdacht, Kunde des umstrittenen Sportmediziners Michele Ferrari gewesen zu sein.

## Erfolge
2003
- eine Etappe Giro delle Regioni
- Russischer Meister – Einzelzeitfahren
- Gesamtwertung Grand Prix Tell

2005
- Russischer Meister – Einzelzeitfahren
- Mannschaftszeitfahren Mittelmeer-Rundfahrt

2006
- Gesamtwertung Sachsen-Tour
- Prolog Deutschland Tour
- Nachwuchswertung Deutschland Tour

2007
- Gesamtwertung und eine Etappe Belgien-Rundfahrt
- eine Etappe und Bergwertung Tour de Suisse
- Russischer Meister – Einzelzeitfahren

2008
- Russischer Meister – Einzelzeitfahren
- Gesamtwertung und eine Etappe Tour of Sochi

2010
- Russischer Meister – Einzelzeitfahren

2015
- eine Etappe Tour du Maroc

## Platzierungen bei den Grand Tours
| Grand Tour            | 2004 | 2005 | 2006 | 2007 | 2008 | 2009 | 2010 | 2011 | 2012 | 2013 | 2014 |
| --------------------- | ---- | ---- | ---- | ---- | ---- | ---- | ---- | ---- | ---- | ---- | ---- |
| Giro d’ItaliaGiro     | –    | –    | –    | –    | 45   | –    | –    | –    | –    | 65   | 60   |
| Tour de FranceTour    | –    | –    | –    | 38   | –    | –    | –    | 23   | DNF  | –    | –    |
| Vuelta a EspañaVuelta | 93   | –    | 23   | –    | –    | –    | 17   | –    | –    | 62   | –    |

## Teams
- 2004–2005 Team CSC
- 2006–2007 Discovery Channel Pro Cycling Team
- 2008 Team Astana (bis 25. Juli)
- 2010–2014 Team Katusha (ab 5. Mai)
- 2015 Skydive Dubai-Al Ahli Club